# 船尾 (印西市)
船尾（ふなお）は、千葉県印西市の大字。郵便番号270-1345。

## 地理
北は多々羅田、高花、北東は結縁寺、東は松崎、南は八千代市堀の内、南西は八千代市佐山、
西は武西、戸神、北西は内野に隣接している。飛び地が二ヶ所あり、原山、高花、多々羅田、草深に隣接している。

## 小字
小字は以下の通り。
- 町田道添（まちだみちぞえ）
- 町田（まちだ）
- 西根（にしね）
- 中峠（なかびょう）
- 白幡（しらはた）
- 平蔵地（へいぞうち）
- 木戸場（きどわき）
- 中台（なかだい）
- 四反目（よんたんめ）
- 新山（しんやま）
- 向ノ地（むこのち）
- 新坂下（しんさかした）
- 鴻ノ巣（こうのす）
- 向久保（むかいくぼ）
- 船戸（ふなど）
- 楝戸（さいかちど）
- 五反町（ごたんまち）
- 亀田（かめだ）
- 馬場下（ばばした）
- 境田（さかいだ）
- 香奠（こうでん）
- 北谷津（きたやつ）
- 馬場（ばば）
- 油免（あぶらめん）
- 本郷（ほんごう）
- 北台（きただい）
- 坊山（ぼうやま）
- 埜地（やち）
- 神明作（しんめいさく）
- 馬坂（まさが）
- 内野（うちの）
- 西ヶ作（にしがさく）
- バラ作（ばらさく）
- 出口（でぐち）
- 名場塚（めいばづか）
- 小池ノ作（こいけのさく）
- 多々羅田前（たたらだまえ）
- 高花（たかばな）
- 原山（はらやま）
- 割地（わりち）
- 四五右エ門（しごうえもん）

## 歴史
江戸期は船尾村であり、下総国印旛郡のうち。印西領・印西筋に属す。「各村級分」では幕府・旗本大岡氏の相給、元禄14年から幕府・佐倉藩の相給。村高は「元禄郷帳」629石余、「天保郷帳」「旧高旧領」ともに655石余。なお幕府領分の254石余は、寛文・延宝期に惣深新田が開発された時、同時にもと入会地の惣深野に開発された当村の切添新田である。同新田は延宝4年の検地により高請され、本村高に含められた。同年新田反別下畑50町7反余・屋敷5畝余（草深誌）。安政4年「領分村高帳」によれば、佐倉藩領分は反取で、ほかに夫役永1貫11文・林下苅代永50文と見える（旧佐野家文書/千葉市史史料編2）。明治6年千葉県に所属。神社は宗像神社など。寺院は天台宗東光院、ほかに観音堂・薬師堂（印旛郡誌）。明治22年船穂村の大字となる。

### 年表
- 1873年（明治6年） - 千葉県に所属。
- 1889年（明治22年）4月1日 - 船穂村大字船尾になる。
  - 町村制施行し、船尾村、結縁寺村、多々羅田村、戸神村、武西村、松崎村、泉新田、惣深新田が合併し印旛郡船穂村が発足。
- 1954年（昭和29年）12月1日 - 印西町船尾となる。
  - 木下町・大森町・船穂村と永治村の一部が合併し印西町が発足。
- 1996年（平成8年）4月1日 - 印西市船尾となる。
  - 印西町が市制施行して印西市となる。

## 世帯数と人口
2017年（平成29年）10月31日現在の世帯数と人口は以下の通りである。
| 大字 | 世帯数  | 人口  |
| ---- | ------- | ----- |
| 船尾 | 208世帯 | 516人 |

## 小・中学校の学区
市立小・中学校に通う場合、学区は以下の通りとなる。
| 番地 | 小学校             | 中学校             |
| ---- | ------------------ | ------------------ |
| 全域 | 印西市立船穂小学校 | 印西市立船穂中学校 |

## 施設
- 印西市立船穂小学校
- 船穂郵便局（2016年4月28日をもって廃止。印西高花郵便局に統合。）[7]
- 東光院
- 平成霊園
- 白山神社
- 宗像神社
- 戸川神社

### コミュニティセンター
- 船穂コミュニティセンター
- 船尾第一集会所
- 船尾第四集会所

## 交通

### 路線バス
- ちばレインボーバス
  - 神崎線（津田沼駅 - 千葉ニュータウン中央駅 - 木下駅）[8][9]
    - （神崎橋） - 神崎 - 船尾坂上 - 船穂小学校 - 船尾南 - 多々羅田 - 船尾車庫 - （船穂中学校）

  - 西の原線（船尾車庫 - 印西牧の原駅）[8][10]
    - 船尾車庫 - （船穂中学校）

  - 高花線（船尾車庫 - 高花）[8][11]
    - 船尾車庫 - （高花団地入口）

### コミュニティバス
- 印西市ふれあいバス[12][13]
  - 南ルート（千葉ニュータウン循環ルート）[14]
    - （90松崎坂下） - 91船穂コミュニティセンター - 92宗像神社前 - 93船尾坂上 - 94船尾町田 - （95戸神入口）

### 道路
- 主要地方道
  - 千葉県道4号千葉竜ヶ崎線
  - 千葉県道61号船橋印西線